# Josephine Witt

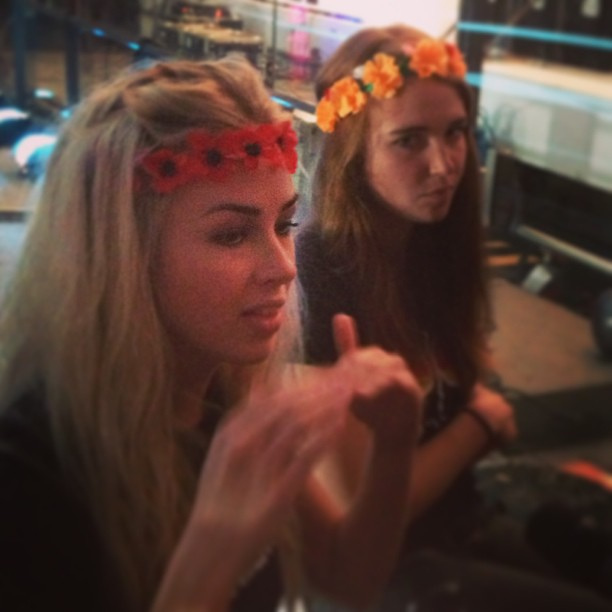
Josephine Witt (rechts) zusammen mit Alexandra Schewtschenko (links) in Genua, 2013

Josephine Witt (* 22. Juni 1993), bürgerlicher Name: Josephine Markmann oder Josephine Marckmann, ist eine deutsche politische Aktivistin, die ehemals für die Femen-Bewegung aktiv war.

## Jugend und Familie
Witts Vater führt einen Ein-Mann-Betrieb und ihre Mutter ist eine Physiotherapeutin. Witt ist das Älteste von vier Kindern. Nach dem Abitur mit achtzehn Jahren arbeitete sie für acht Monate in Bolivien in einem sozialen Projekt für Straßenkinder. Zurück in Deutschland begann sie, in Hamburg Philosophie zu studieren und wechselte dann zur Zahnmedizin. 2015 gab Josephine Witt im Rahmen eines Gerichtsprozesses an, dass sie nach Berlin wechseln wolle, um dort erneut ein Philosophiestudium aufzunehmen. Von 2017 bis 2023 studierte sie Regie an der Hochschule für Schauspielkunst „Ernst Busch“ in Berlin.

## Aktivitäten
Witt war unter anderem beteiligt an Demonstrationen gegen den russischen Präsidenten Wladimir Putin bei der Hannover-Messe im April 2013. Einer der dabei in einer Oben-ohne-Aktion gezeigten Schriftzüge war „Fuck Dictator“. Kurz bevor die Demonstrantinnen Putin und Kanzlerin Angela Merkel erreichten, gingen Personenschützer dazwischen. Die Polizei Hannover leitete Ermittlungen ein. Putins Sprecher erklärte kurz nach der Attacke: „Niemand von russischer Seite hat Deutschland in irgendeiner Weise gebeten, die Aktivistinnen zu bestrafen.“
Zusammen mit zwei französischen Femen-Aktivistinnen demonstrierte sie am 29. Mai 2013 vor dem Justizpalast in der tunesischen Hauptstadt Tunis gegen die Inhaftierung der tunesischen Femen-Aktivistin Amina Tyler. Die 18-Jährige hatte das Wort Femen auf eine Friedhofsmauer gesprüht – dafür drohten ihr bis zu 18 Monate Haft. Die drei Demonstrantinnen wurden verhaftet. Das anschließende Gerichtsverfahren gegen die drei Frauen war auch Thema beim Besuch des tunesischen Ministerpräsidenten Ali Larajedh bei Angela Merkel in Berlin. Die Bundeskanzlerin mahnte ein faires rechtsstaatliches Verfahren an. Witt und ihre beiden Mitstreiterinnen wurden wegen „unzüchtigen Verhaltens“ im Juni zu vier Monaten und einem Tag Haft verurteilt, die später zur Bewährung ausgesetzt wurde.
Im Gefängnis erhielt Witt am 17. Juni 2013 Besuch vom Menschenrechtsbeauftragten der Bundesregierung Markus Löning, er bezeichnete die Haftstrafe als unverhältnismäßig. Am 26. Juni 2013 wurde die verhängte Haftstrafe im Berufungsverfahren zur Bewährung ausgesetzt, und Witt konnte am Tag darauf Tunesien verlassen. Nach ihrer Rückkehr aus Tunesien gab Witt in einem Interview an, sie sei bei ihrer Festnahme in Tunesien geschlagen und bedroht worden, ihre Haftbedingungen habe sie als erniedrigend empfunden. Witt kritisierte auch die Äußerungen Lönings, dieser habe „die Haft verharmlost“, die Bundesregierung habe sich „möglichst raushalten“ wollen.
In einem Interview mit dem Studentenmagazin Zeit Campus hatte Witt kurz vor ihrer Reise nach Tunesien gesagt: „Bei Femen geht es uns um die Frage, wem in der Gesellschaft der Körper der Frau gehört, wenn wir nackt auf die Straße gehen, tun wir das selbstbewusst und selbstbestimmt. Wir unterstreichen damit die Kontrolle über unseren eigenen Körper.“
Am 12. Dezember 2013 protestierten Josephine Witt und Hellen Langhorst mit entblößten Brüsten, auf die Fußbälle aufgemalt waren, bei der ZDF-Talkshow Markus Lanz gegen die Fußball-Weltmeisterschaft 2022 in Katar. Im Zusammenhang mit einer öffentlichen Debatte über menschenrechtswidrige Lebensbedingungen von Arbeitsmigranten in Katar, die dort die Sportstätten errichten, rief sie zum Boykott der die Weltmeisterschaft organisierenden FIFA auf: „Femen fordert ‚Fairness‘, Frauen- und Menschenrechte auch abseits der Rasenplätze und zeigt Wut gegen die Sport-Mafia, Diktatoren und diejenigen, die nichts als Ignoranz zeigen.“ Auf ihren ebenfalls nackten Bäuchen stand geschrieben „Blut & Spiele“ und „Don’t play with human Rights“.
Witt störte am 25. Dezember 2013 eine Weihnachtsmesse im Kölner Dom. An diesem Tag wurde Erzbischof Joachim Meisner 80 Jahre alt. Zu Beginn der morgendlichen Messe stürmte sie aus der ersten Reihe nach vorne und sprang mit nacktem Oberkörper mit der Beschriftung „I am God“  auf den Altar. Sie wurde nach kurzer Zeit von den Sicherheitskräften des Domes ergriffen und abgeführt. Die Polizei setzte sie bis zum Ende des Gottesdienstes fest und leitete ein Ermittlungsverfahren wegen Störung der Religionsausübung ein. Das Verfahren gegen einen Unternehmer, der die Femen-Aktivistin nach ihrer Aktion ins Gesicht geschlagen haben soll, wurde gegen eine Geldauflage von 500 Euro eingestellt. Nach Witts Angaben richtete sich die Aktion gegen „das Machtmonopol der katholischen Kirche“. Kardinal Meisner schloss sie in seinen Schlusssegen explizit mit ein. Der religionspolitische Sprecher der Grünen, Volker Beck, reagierte mit „heftiger Kritik“ auf die Aktion und bezeichnete sie als respektlos und „eine unnötige Störung der Gläubigen beim Gottesdienst“. Alois Glück, Präsident des Zentralkomitees der deutschen Katholiken, wertete den Vorgang als „verletzend und rücksichtslos“. Das Amtsgericht Köln verurteilte Witt am 3. Dezember 2014 wegen Störung der Religionsausübung zu einer Geldstrafe von 60 Tagessätzen zu je 20 Euro. In der Berufungsverhandlung vor dem Landgericht Köln wurde die Tagessatzhöhe wegen ihrer Einkommensverhältnisse auf 10 Euro reduziert.
Am 15. April 2015 störte Witt eine Pressekonferenz der Europäischen Zentralbank. Dabei gab sie sich als Journalistin des Vice Magazine aus und sprang in einem T-Shirt beschriftet mit „END THE ECB DICKTATORSHIP“ auf den Tisch vor Mario Draghi. Diesen Slogan rufend bewarf sie Draghi mit Konfetti und Flugblättern. Wenig später teilte Witt auf Twitter mit, dass der Protest kein Femen-Protest gewesen sei.
In einem ORF-Interview sagte Witt im April 2015, es sei mittlerweile ein Hindernis, mit Femen in Verbindung gebracht zu werden. Weiterhin gab sie an, schon seit einem Jahr keinen Kontakt mehr mit der Organisation zu haben und bezeichnete sich als „Freelance-Aktivistin“.